# Picaflors tacat
El picaflors tacat (Prionochilus maculatus) és una espècie d'ocell de la família dels dicèids (Dicaeidae) que habita boscos de la Península Malaia, Sumatra, incloent les petites illes properes, Borneo i les illes Natuna.